# Adriana Șchiopu
Adriana Doina Șchiopu (n. 21 noiembrie 1954, Galați, România) este o actriță română de teatru. A jucat la Teatrul Mic. A fost căsătorită cu actorul Dem Rădulescu cu care are o fiică, Irina Rădulescu.

## Filmografie
- Eu, tu, și... Ovidiu (1978)
- Gustul și culoarea fericirii (1978)
- Șantaj (1981)
- Croaziera (1981)
- Duelul (1981)
- Grăbește-te încet (1982)
- Concurs (1982)
- Sfîrșitul nopții (1983)
- Secretul lui Bachus (1984)
- Cucoana Chirița (1987)
- Pădurea de fagi (1987)
- Chirița în Iași (1988)
- Drumeț în calea lupilor (1990)
- Divorț... din dragoste (1992)
- A doua cădere a Constantinopolului (1994)
- Această lehamite (1994)
- Craii de Curtea Veche (1996)
- Faimosul paparazzo (1999)
- Tanti Florica (2012)-serial umoristic